# Fischabstieg
Fischabstieg ist die stromabwärtsgerichtete Migration von Fischen insbesondere im Bereich von Wehr- und Wasserkraftanlagen an Fließgewässern. Das Gegenteil von Fischabstieg ist Fischaufstieg. Insbesondere bei der Genehmigung von Querbauwerken und Wasserkraftanlagen, aber auch im Zuge der Umsetzung der EU-Wasserrahmenrichtlinie spielt das Thema Fischabstieg eine bedeutende Rolle. 

## Stand der Forschung

Fischauf- und -abstiegshilfen an einer Wasserkraftanlage.

Der Fischabstieg wird zurzeit intensiv erforscht, weil er auch als Forderung in der Europäischen Wasserrahmenrichtlinie erfasst ist. Jedoch sind genau wie beim Fischaufstieg die Erkenntnisse und Vorgaben vor allem an älteren Wasserkraftanlagen und Querbauwerken noch nicht ausreichend umgesetzt. An nicht durchgängigen Wasserkraftanlagen müssen Fische, wenn sie nicht über die Fischtreppe absteigen, bei der gewässerabwärts gerichteten Wanderung die Treibgutrechen und die Turbinen von Wasserkraftanlagen passieren. Für den Fall, dass die Fische durch den Rechen passen, kann der Abstieg durch die Turbine je nach Turbinentyp, -größe und -drehzahl mit einer erheblichen Mortalität verbunden sein. Die Fische, die aufgrund ihrer Körperproportionen nicht durch den Rechen passen, können die Wasserkraftanlage nicht passieren. Wenn Fische auf ihrem abwärts gerichteten Wanderweg mehrere Wasserkraftanlagen ohne Abstiegseinrichtung durchwandern müssen, ist ein völliger Ausfall der Migration oder der Population der Fische zu befürchten. Jedoch ist nicht – wie oft fälschlicherweise angenommen wird – die Turbine der ausschlaggebende Faktor für die Mortalität: der Erfolg der abstiegswilligen Fische hängt primär von der Gestaltung des Abwanderungssystems ab, das heißt von der Gestaltung der Kraftwerksperipherie.

## Fischfreundliche Kraftwerksgestaltung

### Feinrechen und Bypass
Moderne Wasserkraftwerke sind daher bereits vom Aufbau her so gestaltet, dass ein verletzungsfreier Abstieg für alle migrationswilligen Lebewesen möglich ist. Eine angemessene Ausführung des Rechens als Feinrechen (Rechenstababstand schmaler als 20 mm) und ein Leitsystem zum Auffinden des Bypasses verhindern den Abstieg durch die Turbinenkammer. Leitrechen-Bypass-Systeme, die nach aktuellem biologischen Kenntnisstand ausgelegt sind, ermöglichen es den wandernden Lebewesen, den Bypass als Abstiegsmöglichkeit sicher aufzuspüren und verletzungsfrei an der Turbinenkammer vorbeizuschwimmen. Zahlreiche Freilandstudien und Laboruntersuchungen weisen die Funktionsfähigkeit des Systems nach.

### Fischfreundliche Turbinen
Durch Kombination einer fischfreundlichen Gestaltung der Wasserkraftanlage mit einer fischfreundlichen Turbine, kann die Mortalität auch für die Lebewesen reduziert werden, die trotz des Feinrechens in die Turbine gelangen. Kriterien für fischfreundliche Turbinen sind unter anderem
- geringe Anzahl an Laufradschaufeln (Verringerung der Kollisionswahrscheinlichkeit),
- niedrige Drehzahlen (Verringerung von Kollisionswahrscheinlichkeit und -geschwindigkeit),
- stumpfe Eintrittskanten (Verringerung des Verletzungsrisikos bei Kollisionen) sowie
- spaltfreie Turbinen, das heißt ohne Spalte zwischen Laufradschaufel und -nabe, bzw. minimalen Spalten zwischen Laufradschaufel und Außenwand der Turbine (Verringerung des Verletzungsrisikos durch Einklemmen).[11]

Diese Kriterien werden zum Beispiel durch drehzahlvariable Propellerturbinen erfüllt. Anstatt verstellbarer Laufradschaufeln haben drehzahlvariable Turbinen feste Schaufeln. Anstatt der Verstellung des Schaufelwinkels wie bei Kaplanturbinen, wird die Drehzahl dem schwankenden Durchfluss angepasst. Die aufwendige Mechanik zur Verstellung der Laufradschaufeln auf der rotierenden Welle entfällt damit bei drehzahlvariablen Turbinen und die Schaufelzahl kann beliebig gesetzt und reduziert werden (Minimum 3 Schaufeln). Außerdem ist die Verbindung zwischen Laufradnabe und -schaufeln komplett spaltfrei.
Auch moderne Wasserkraftschnecken mit integriertem Fischlift ermöglichen den Fischen ein gefahrloses Passieren in beide Richtungen. Eine weitere Möglichkeit der fischfreundlichen Kraftwerksgestaltung ist das Schachtkraftwerk.

## Kraftwerksbeispiele mit modernen Fischabstiegseinrichtungen

### Wasserkraftanlage Halle-Planena
Die Wasserkraftanlage Halle-Planena liegt an der Saale. Die Ausbauwassermenge ist 50 m³/s bei einer Fallhöhe von 2,36 m. Die Wasserkraftanlage verfügt über ein Leitrechen-Bypass-System, d. h. über einen horizontal angestellten Feinrechen mit horizontalen Rechenstäben und einer Leitwand an der Flusssohle. Die Ausrichtung des Rechens gegen die Strömung beträgt ca. 45°. Die abstiegswilligen Lebewesen werden am Rechen oder der Leitwand entlang in Richtung eines Bypasses geleitet. Über den Bypass können sie an der Turbinenkammer vorbei ins Unterwasser absteigen.

### Wasserkraftanlage Öblitz
Die Wasserkraftanlage Öblitz liegt an der Saale und wurde 2017 in Betrieb genommen. Sie verfügt über ein Leitrechen-Bypass-System mit einem Horizontalrechen und Bypass, über den die Lebewesen an der Turbinenkammer vorbei ins Unterwasser absteigen können. Die Ausbauwassermenge liegt bei ca. 50 m³/s. Am Standort sind bis zu 26 Fischarten kartiert. Zusätzlich zu den Fischabstiegseinrichtungen sind fischfreundliche Propellerturbinen installiert.

### Schachtkraftwerk Großweil
siehe Schachtkraftwerk